# Thanburudhoo (Kaafu)
Pour les articles homonymes, voir Thanburudhoo.
Thanburudhoo (ou Thaburudhoo) est une petite île inhabitée des Maldives. Elle tire son nom de la plante Tamburu (Biloba pescaprae).

## Géographie
Thanburudhoo est située dans le centre des Maldives, dans l'Est de l'atoll Malé Nord, dans la subdivision de Kaafu. L'île de Girifushi est située à proximité.